# Кожурин, Владимир Степанович
Влади́мир Степа́нович Кожу́рин (9 января 1950, деревня Красное Брянского района Брянской области — 3 июля 1998, город Москва) — советский, российский историк, специалист в области истории СССР, политической и социальной истории. Доктор исторических наук, профессор Академии общественных наук при ЦК КПСС, Российской академии государственной службы при Президенте Российской Федерации. Учёный секретарь экспертного совета по отечественной истории ВАК РФ.

## Биография
Владимир Степанович Кожурин родился 9 января 1950 года в деревне Красное Брянского района Брянской области.
В 1977 году окончил Исторический факультет МГУ по кафедре Отечественной истории XX века.
В 1980 году в МГУ защитил диссертацию на соискание учёной степени кандидата исторических наук на тему «Изменения в численности и составе городского населения СССР в годы Великой Отечественной войны (на материалах Центрального района РСФСР». В 1991 году (в Академии общественных наук при ЦК КПСС) — диссертацию на соискание учёного звания доктора исторических наук. Тема — «Социальная политика Советского государства по отношению к рабочему классу в годы Великой Отечественной войны».
В 1980—1982 годы — ассистент кафедры истории профсоюзов Высшей школы профсоюзного движения.
В 1982—1984 годы — сотрудник аттестационного отдела по общественным наукам ВАК СССР.
С 1984 года — доцент, профессор кафедры истории Академии общественных наук при ЦК КПСС (с 1992 года — профессор Российской академии государственной службы при Президенте Российской Федерации).
В 1993—1998 годы — учёный секретарь экспертного совета по отечественной истории ВАК РФ.
Учёное звание — профессор (1993).
Скончался 3 июля 1998 года в Москве. Похоронен на Хованском кладбище.

## Сфера научных интересов
- История СССР
- Политическая история
- Социальная история

## Основные труды
- Кожурин В. С. (в соавторстве). Летопись Московского университета. — М.: 1979.
- Кожурин В. С. (в соавторстве). Социальная политика Советского государства. — М.: 1985.
- Кожурин В. С. (в соавторстве). Рабочий класс и дисциплина труда. — М.: 1988.
- Кожурин В. С. Неизвестная война: Деятельность Советского государства по обеспечению условий жизни и труда рабочих в годы Великой Отечественной войны. — М.: 1990.
- Кожурин В. С. (в соавторстве). Реформы в России. Очерки истории. — М.: 1993.
- Кожурин В. С. (в соавторстве). Государственное управление и самоуправление в России. — М.: 1995.
- Кожурин В. С. (в соавторстве). Судьба реформ и реформаторов в России. — М.: 1995.
- Кожурин В. С. Народ и власть, 1941—1945 гг.: Новые документы. — М.: РАГС, 1995. — 145 с.[1]